# Myrmecaelurus dioristus
Myrmecaelurus dioristus är en insektsart som beskrevs av Navás 1914. Myrmecaelurus dioristus ingår i släktet Myrmecaelurus och familjen myrlejonsländor. Inga underarter finns listade i Catalogue of Life.